# IC 3544
IC 3544 је двојна звијезда у сазвјежђу Береникина коса која се налази на листи објеката дубоког неба у Индекс каталогу.
Деклинација објекта је + 14° 18' 5" а ректасцензија 12h 35m 47,6s.